# Optimus Prime
Optimus Prime, cunoscut în Japonia sub numele de Convoi (コ ン ボ イ, Konboi), este un personaj fictiv creat de franciza Transformers. El este un cibertronian, o specie extraterestră fictivă de forme de viață robotizate care se pot preschimba în vehicule, obiecte electronice, uneori chiar și animale, printr-un amestec sinergic de evoluție biologică și inginerie tehnologică. În aproape fiecare versiune a seriilor Transformers, Optimus este liderul Autoboților, o facțiune de transformeri care sunt rivali ai Decepticonilor, o altă facțiune. El este definit de puternicul său caracter moral și este aproape întotdeauna descris ca eroul principal al poveștii, opunându-se maleficului lider Decepticon Megatron.
De-a lungul istoriei francizei Transformers, Optimus a fost interpretat de o varietate de actori, precum Peter Cullen, Garry Chalk, Neil Kaplan, David Kaye și Jake Tillman. El este considerat unul dintre cele mai importante personaje pentru cultura populară și a fost prezentat în nenumărate forme de mass-media.